# Pomnik Stalina w Pradze

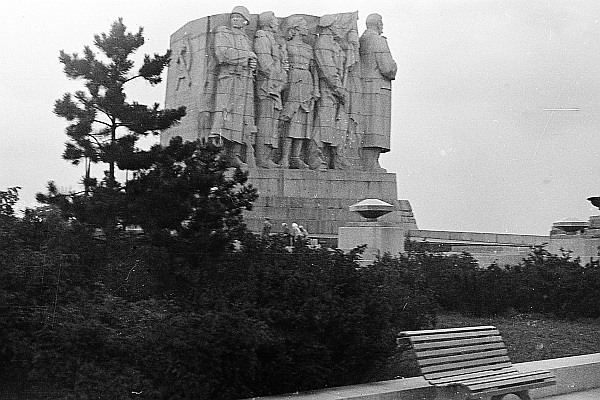
Widok od strony północno-zachodniej

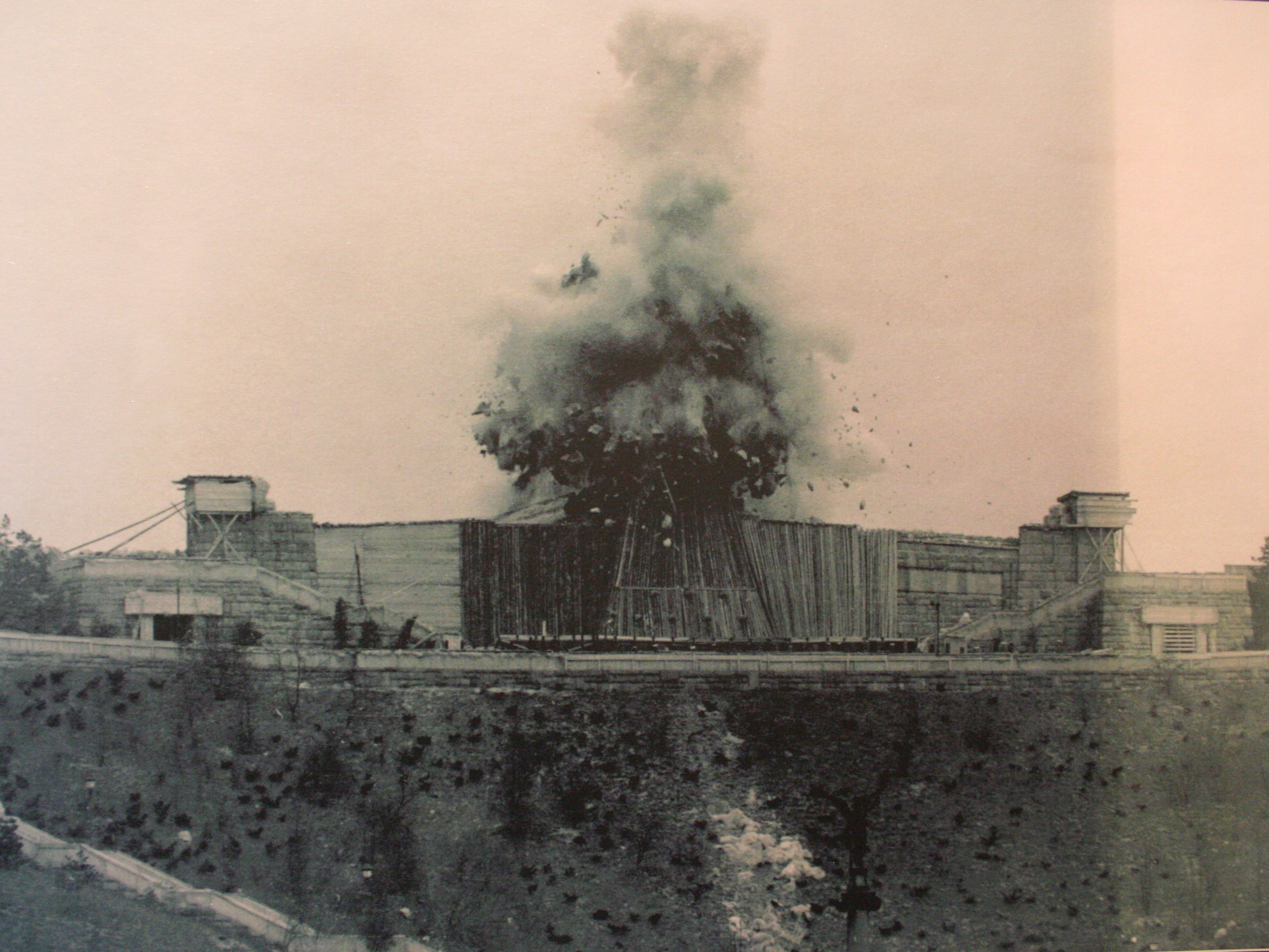
Wysadzenie pomnika. Drewniane ogrodzenie miało ukryć przebieg prac przed widokiem publicznym

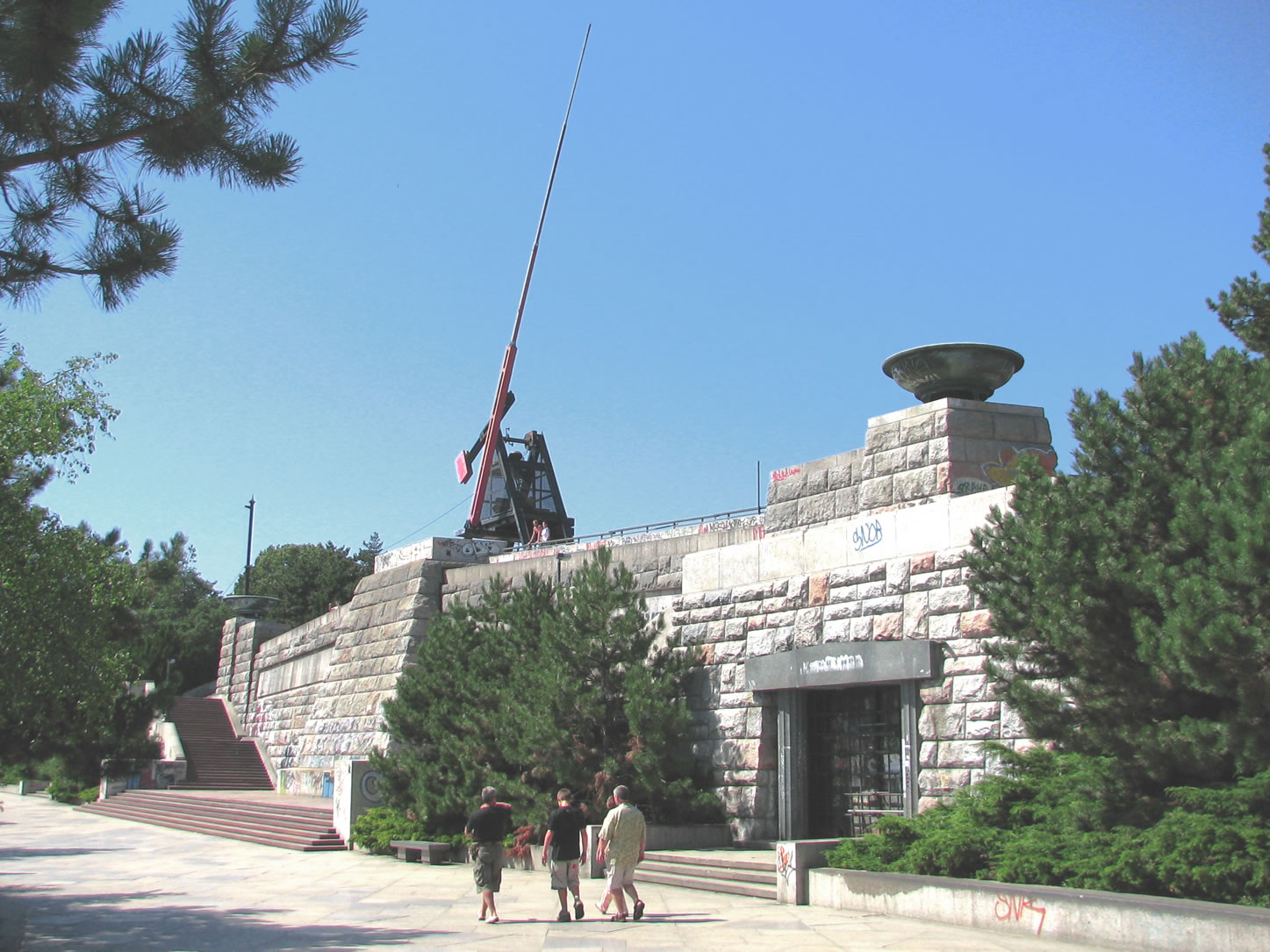
Praski metronom na miejscu zburzonego pomnika

Pomnik Stalina – pomnik w Pradze, zbudowany na cześć sowieckiego przywódcy Józefa Stalina, w czasach największego rozwoju tzw. kultu jednostki, w latach 50. XX wieku. Ukończony został w 1955, zburzony w 1962.

## Charakterystyka i twórcy budowli
Ogromna budowla przedstawiała rząd ludzi, którym przewodził Józef Stalin; za nim stali przedstawiciele socjalistycznych klas społecznych. Po lewej – wschodniej – stronie stali reprezentanci ludu radzieckiego: robotnik ze sztandarem, agrobiolog (Iwan Miczurin), kołchoźnica i radziecki żołnierz spoglądający za siebie, po stronie prawej – zachodniej – Czechosłowacy: robotnik ze sztandarem, kobieta wiejska, inteligent (dziennikarz komunistyczny Julius Fučík) i czechosłowacki żołnierz spoglądający do tyłu. Z tego powodu pomnik nazywano często humorystycznie „kolejką po mięso”. Pomnik był największym tego typu obiektem – przedstawiającym grupę ludzi – w Europie. 
Pomnik został umiejscowiony na wysokim wzgórzu, stojącym nad Wełtawą, w osi mostu Czecha (którego filary przemieszczono w związku z budową pomnika; o 31 m przesunięto również romańską rotundę nad rzeką) i ulicy Paryskiej (prowadzącej na Rynek Staromiejski), na terenach rekreacyjnych Letná.  Monument miał 15,5 metra wysokości (z potężnym cokołem 37 m), 12 m szerokości i 22 m długości. Budowa pomnika kosztowała 140 milionów ówczesnych koron, wykorzystano 17 tysięcy ton różnych materiałów. Wykonany był głównie z granitu, a w celu jego utrzymania na słabym, piaskowcowym wzgórzu, wypełniono je wielkimi, betonowymi blokami. W cokole zamierzano urządzić Światowe Muzeum Rewolucyjnego Czynu Proletariatu, do czego ostatecznie nie doszło. Twórcą projektu pomnika był Otakar Švec, pomagali mu Jíří i Vlasta Štursowie (Švec popełnił samobójstwo na krótko przed jego odsłonięciem – jak podają oficjalne źródła – 4 kwietnia 1955, a jak wynika z materiałów milicji i Służby Bezpieczeństwa, opisanych w książce Gottland Mariusza Szczygła – 3 marca 1955). Powodem była presja psychiczna i ostracyzm części środowiska artystycznego oraz nieustanna kontrola rzeźbiarza przez władze i tajną policję; wcześniej popełniła samobójstwo jego żona. Podczas budowy zginęło 6 robotników.

## Wielkie odsłonięcie i rychły koniec monumentu
Prace nad pomnikiem rozpoczęły się 22 grudnia 1949 roku, w 70. rocznicę urodzin Józefa Stalina. Jego budowa ruszyła 25 lutego 1953 i trwała aż do 1 maja 1955 roku, kiedy dokonano uroczystej ceremonii odsłonięcia monumentu (podawano wówczas, że jego twórcą jest "naród czechosłowacki") – budowę ukończono więc już po śmierci przywódcy.
Niedługo później nastąpiła jednak era nowego przywódcy ZSRR Nikity Chruszczowa, który począwszy od 1956 zaczął oficjalnie powszechnie krytykować postać Stalina i powstający wokół niego kult jednostki. Pomimo że destalinizacja trwała w Czechosłowacji dużo dłużej niż w pozostałych krajach socjalistycznych, stojący na czele Komunistycznej Partii Czechosłowacji byli zmuszeni do likwidacji pomnika gloryfikującego jednego z największych zbrodniarzy w dziejach.
Okazało się, że jedynym środkiem, którym można zniszczyć budowlę, jest wysadzenie jej w powietrze (zakazano jednak wsadzania materiałów wybuchowych do głowy Stalina). Skomplikowana akcja likwidacyjna trwała przez wiele dni listopada 1962 roku. Zakazano fotografowania, filmowania bądź jakiegokolwiek jej utrwalania. Przy rozbiórce miały zginąć dwie osoby, przygniecione głową. Takie pogłoski panowały w Pradze, utrwalił je też w swojej fikcyjnej powieści Kavárna Slavia czeski pisarz Ota Filip; w rzeczywistości zginęła jedna osoba, tylko dlatego, że potknęła się, wchodząc do sal pod pomnikiem. Głowa monumentu nie mogła nikogo przygnieść, gdyż była rozbierana ręcznie, za pomocą dłuta, a każdy najmniejszy kawałek zjeżdżał na dół windą. Pomnik przeżył aż o sześć lat potępienie jego bohatera.

## Pomnik Stalina dziś
Dziś pozostałością pomnika pozostaje potężny cokół (na którym w 1991 postawiono metronom) oraz skryte głęboko pod ziemią betonowe fundamenty budowli. Teren wokół dawnego monumentu Stalina jest znanym miejscem do jazdy na deskorolce.